# 卡斯泰尔萨格拉
卡斯泰尔萨格拉（法語：Castelsagrat，法語發音：[kastɛlsaɡʁa]）是法国奧克西塔尼大區塔恩-加龙省的一个市镇，属于卡斯泰尔萨拉桑区。

## 地理
卡斯泰尔萨格拉（44°11'2"N, 0°56'49"E）面积22.5 平方千米，位于法国奧克西塔尼大區塔恩-加龙省，该省份为法国西南部内陆省份，北起顺时针与洛特省、阿韦龙省、塔恩省、上加龙省、热尔省和洛特-加龙省接壤。
与卡斯泰尔萨格拉接壤的市镇（或旧市镇、城区）包括：布拉萨克、加斯克、孟德斯鸠、蒙茹瓦、佩尔维尔、圣克莱尔、圣纳泽尔德瓦朗塔纳、圣保罗代斯皮。

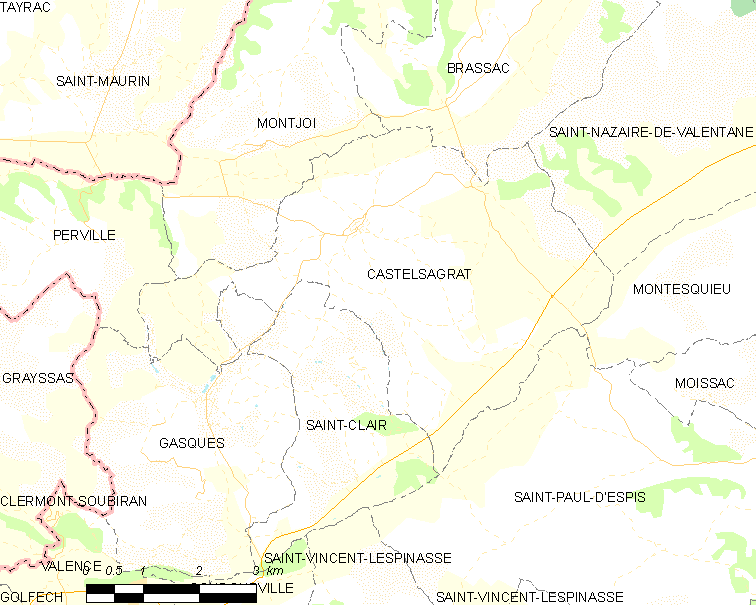
卡斯泰尔萨格拉的OSM定位图

卡斯泰尔萨格拉的时区为UTC+01:00、UTC+02:00（夏令时）。

## 行政
卡斯泰尔萨格拉的邮政编码为82400，INSEE市镇编码为82032。

## 政治
卡斯泰尔萨格拉所属的省级选区为瓦朗斯县。

## 人口

1962-2008年间卡斯泰尔萨格拉人口变化图示

卡斯泰尔萨格拉于2022年1月1日时的人口数量为540人。